# Rondò Veneziano
Rondò Veneziano è un ensemble musicale italiano (sebbene il marchio sia stato ceduto alla svizzera Cleo Music AG nel 1990) che si ispira alla musica barocca sposando sonorità del pop e del rock. Il progetto parte nel 1979 da un'idea condivisa di Freddy Naggiar e Gian Piero Reverberi, noto compositore e direttore d'orchestra della scuola genovese.
Il vasto repertorio, basato su Vivaldi, Albinoni, Alessandro e Benedetto Marcello, porta la firma di Reverberi, affermato arrangiatore di Lucio Battisti, Lucio Dalla, Fabrizio De André, Bruno Lauzi, Mina, Gino Paoli, Eros Ramazzotti, Luigi Tenco e Ornella Vanoni.
Non tutti i brani dei Rondò Veneziano sono riconducibili a modelli settecenteschi: il repertorio comprende anche composizioni che si orientano verso esempi musicali di altre epoche, in modo particolare verso Gioachino Rossini, Franz Joseph Haydn e Fryderyk Chopin; altre riproducono invece strutture proprie della musica leggera, delle colonne sonore o del folk, limitando il collegamento con il passato alla sola sonorità orchestrale.
Ritiratosi quasi del tutto dalle scene italiane, il gruppo ha continuato l'attività con tournée europee fino al 2022, riscuotendo un particolare successo nell'area di lingua tedesca come Austria, Germania, Svizzera e Lussemburgo. Una collezione di memorabilia del gruppo annovera quattrocento pezzi; è stata esposta dal 20 gennaio 2007 a Friburgo e in seguito a Locarno e a Lugano in occasione di alcuni concerti dei Rondò Veneziano.
Al 2017 i Rondò Veneziano hanno venduto circa 30 milioni di dischi in tutto il mondo ricevendo 27 dischi d'oro, 14 dischi di platino e 7 doppi dischi di platino.

## Storia

Gian Piero Reverberi

### La genesi del progetto
I Rondò Veneziano nacquero nella primavera del 1979 da un'idea di Freddy Naggiar, discografico della Baby Records, e del compositore Gian Piero Reverberi che nello stesso anno passò dalla RCA Italiana alla Baby Records con un contratto di direttore e arrangiatore dei futuri album italo disco di Al Bano & Romina Power, Pupo e i Ricchi e Poveri.
Inizialmente il progetto prevedeva un prodotto strumentale italiano analogo allo stile di Angelo Branduardi e alternativo a quello più classico ma di respiro internazionale del noto pianista Stephen Schlaks, della stessa casa discografica. In un'intervista Reverberi riferisce che il presidente della Baby Records notò la mancanza sul mercato internazionale della musica strumentale italiana, "di facile ascolto ma di classe, dal sapore internazionale ma con un chiaro tocco italiano" e incaricò Reverberi di esplorare il settore seguendo il proprio istinto in quel "periodo della musica da discoteca generata con i primi computer" che faceva perdere l'autenticità, generando allo stesso tempo in tante persone "la volontà di tornare alle radici, alla genuinità".
Per Reverberi la forma della ballata senza un testo di supporto risultava troppo ripetitiva, quindi creò uno stile che compendiasse sia la tradizione strumentale italiana barocca sia quella pop. Probabilmente tale scelta fu condizionata da Florian, il concept album su Venezia che produsse per il gruppo Le Orme. Dal punto di vista formale la scelta del rondò fu quella che più si avvicinò all'idea di Freddy Naggiar, ovvero una forma musicale caratterizzata da un episodio che viene mantenuto fisso o con lievi modifiche ed espresso nella tonalità di base; a questo si aggiunge un'alternanza di altri episodi di carattere differente. A questa premessa prettamente tecnica si aggiunse anche una sorta di rinascita culturale della stessa Venezia, tornata in auge proprio nel 1979 con il ritorno del suo celeberrimo carnevale storico; pertanto la presenza di musicisti che suonano in abiti del XVIII secolo si rivelò un espediente di forte impatto anche dal punto di vista commerciale.
I primi quattro brani dimostrativi (Rondò veneziano, San Marco, Andante veneziano e un altro non identificato) furono composti e diretti da Reverberi e registrati ai Varirecording Studios di Milano dall'ingegnere del suono Plinio Chiesa, con un'orchestra da camera genovese di recente formazione. Alla Baby Records i provini piacquero e così furono composti altri cinque pezzi, completando i nove del primo album.
Come affermò Naggiar in un'intervista del 2015, «la musica strumentale era ora il Rondò Veneziano. Era Vivaldi portato in forme moderne, aggiungendo una ritmica molto delicata e un tocco di barocco italiano, con quel sapore che all'estero funzionava come "musica classica"». Secondo Mario Luzzatto Fegiz, quella dei Rondò Veneziano era invece «una musica pittorica, manieristica, che gioca fortemente sul mito di Venezia evocata anche nella grafica e nei costumi: gondole stilizzate, Canal Grande con sfondo di San Marco al tramonto, leoni».
Il primo album venne completato già per l'inverno del 1979 ma, date le feste natalizie e il 29º Festival di Sanremo, si decise di pubblicarlo l'anno seguente con una strategia di marketing che si rivelò vincente.

### Il primo periodoBaby Records(1980-1983)

Rondò Veneziano prima del 1996

Il 22 ottobre 1980 fu pubblicato il primo album Rondò veneziano e l'11 novembre 1980 il brano omonimo fu scelto da Silvio Berlusconi come sigla di apertura e chiusura dei programmi del nascente Canale 5. Andava in onda sei volte al giorno (in una versione ridotta a 1:05 minuti, con una coda differente e senza lo sfumato suonato dal glockenspiel) e la ricerca del brano incuriosiva l'ascoltatore che non conosceva né titolo né esecutore, come confidò Shel Shapiro a Reverberi successivamente.
La prima apparizione ufficiale del gruppo avvenne su Canale 5 in una puntata di Popcorn del 1981 con un'intervista a Reverberi di Augusto Martelli. Il successo dell'esperimento fu inaspettato, e in Italia l'album fu tra i dischi più venduti dell'anno (10º posto in classifica). Il brano Rondò veneziano fece anche da sigla al Tg l'una, quasi un rotocalco per la domenica per un breve periodo del 1981.
Il 25 dicembre 1981, in occasione della 22ª Mostra internazionale di musica leggera svoltasi nel Palazzo del Cinema del Lido di Venezia, venne registrato su Rai 1 uno speciale dei Rondò Veneziano con musiche tratte da La Serenissima, precedentemente andato in onda il 27 settembre. Tra le curiosità è il brano Colombina che divenne anche la sigla finale del 31º Festival di Sanremo. Quest'album è celebre per il brano La Serenissima, utilizzato come sigla della serie Hospital Watch della BBC nel 1992, e per Sinfonia per un addio, sigla di Speciale TG1 su Rai 1.
Esattamente un anno dopo dal successo de La Serenissima, il 15 ottobre 1982, uscì il terzo album, Scaramucce, che può essere considerato il primo tentativo di concept album dell'ensemble poiché descrive in maniera più accentuata le mascherate e la vita di corte del Settecento a Venezia. Rispetto ai primi due album pressoché acustici, qui compaiono leggeri arrangiamenti con elementi elettronici. Molto influente è nelle melodie lo stile del barocco veneziano (il singolo omonimo è un evidente omaggio al brano La pulce d'acqua di Branduardi composto nel 1977), mentre la maggior parte delle composizioni, in particolare Arabesco e Pulcinella, ha una ritmica più accentuata. Per la sua promozione il gruppo partecipò nello stesso mese alla trasmissione di Canale 5 Premiatissima (nella squadra Fortissima capitanata dai Ricchi e Poveri). Il 31 dicembre e l'8 gennaio 1983 furono ospiti su Rai 1 a Domenica in e il 2 gennaio a Fantastico.
Il crescente successo anche in Europa fu dovuto alla compilation remixata Venezia 2000 che raggiunse il 3º posto in classifica e che risultò anche tra gli album più venduti in Italia nel 1983 (27º posto). All'estero si guadagnò le migliori posizioni per diciotto settimane, quattro di cui in 1ª posizione, in Svizzera e Francia, nonché una 2ª posizione in Germania e una 1ª posizione in Olanda. Il 15 ottobre 1983 parteciparono per la seconda volta alla  Premiatissima nella squadra Turbo, nuovamente capitanata dai Ricchi e Poveri.

### Il secondo periodo Baby Records (1984-1987)
Con l'uscita di Odissea veneziana nel 1984 inizia il cosiddetto secondo periodo stilistico del gruppo. Sebbene brani come Tiziano, Campo dei mori e Rosso veneziano siano nello stile tipico dei Rondò Veneziano, il disco è basato su arrangiamenti più elettronici e melodie pop, come nel caso di Ca' d'Oro (composto in forma rapsodica), Prime luci sulla laguna e Fantasia veneziana. Il tema di Odissea veneziana, arrangiato da Reverberi, nasce dall'idea di Dario Farina, cantante e autore di molte canzoni di Al Bano e dei Ricchi e Poveri per la Baby Records, di parafrasare le prime note della Toccata e fuga per organo BWV 565 di Johann Sebastian Bach. Il 2 dicembre 1984 l'ensemble fu ospite a Domenica in su Rai 1 insieme con Edoardo Bennato, Angelo Branduardi, Lucio Dalla e Renato Zero. Il brano Odissea veneziana fu usato nello spot della Fiat Uno come Auto dell'anno nel 1984.
Il 5 aprile 1986 furono ospiti a Serata d'onore programma televisivo dedicato alla musica trasmesso da Rai 1 insieme con gli Archi della Scala e Riccardo Cocciante, Boy George dei Culture Club, Tullio De Piscopo, i Matia Bazar, Fausto Papetti e Achille Togliani; il 6 dicembre furono nuovamente ospiti a Fantastico su Rai 1, con i Duran Duran e la musica di Renzo Arbore; mentre il 10 dicembre furono ospiti con Enrico Ruggeri e Howard Jones, a Buon anno musica su Canale 5.
Il 19 febbraio 1987 sono ospiti con Gian Piero Reverberi al telequiz di Mike Bongiorno Pentatlon in onda su Canale 5 e il 29 novembre a Domenica in su Rai 1.

### Il terzo periodo Baby Records (1988-1992)

I Rondò Veneziano a Venezia negli anni 1990

Il decimo album dei Rondò Veneziano venne definito da Radiocorriere TV come disco di «piacevole ascolto che sa di barocco», continuando con «Reverberi del resto è un musicista vero. Di recente è anche tornato a scrivere "classica" [...] Masquerade dal canto suo si fa ascoltare». Sono anche ospiti nel gennaio 1989 con Christian su Rai Radio 1 e il 16 dicembre a Fantastico, con Massimo Ranieri, Fiorella Mannoia e i New Trolls, per la promozione del singolo Visioni di Venezia.
Il 9 dicembre 1990 si esibirono, con Gian Piero Reverberi al pianoforte, presso la Stadthalle Cottbus suonando il singolo Musica... fantasia nel programma televisivo Melodien für Millionen sulla ZDF.
Il 15 novembre 1991 e l'11 giugno 1993 furono ospiti a Un, dos, tres... responda otra vez su TVE 1, mentre il 30 novembre tornarono come ospiti alla dodicesima edizione di Fantastico su Rai 1 insieme con il celebre Ray Charles e Amanda Lear.
L'ufficio stampa della Rai comunicò la classifica degli album 33 giri più venduti in Italia rilevata dalla A.G.B. per Hit Parade di Radio 2 menzionando Prestige / Magica melodia al 19º posto.
Il 17 dicembre 1992 furono ospiti con Gianni Nazzaro a Partita doppia su Rai 1 per la promozione del nuovo album Rondò 2000 - The Best of Rondò Veneziano il quale fu anche tra gli album più venduti in Italia raggiungendo il 10º posto.

### Il periodo DDD - La Drogueria di Drugolo (1992-1995)
Nel 1993 Gian Piero Reverberi maturò l'idea di cambiare etichetta discografica scegliendo la DDD - La Drogueria di Drugolo, fondata da Roberto Galanti, il quale si dedicò personalmente alla nuova produzione del gruppo. L'etichetta produceva già a partire dagli anni ottanta molti artisti come Eros Ramazzotti, Mia Martini, Enzo Jannacci, Fiorella Mannoia e i Matia Bazar. Il nuovo disco riportò per la prima volta in copertina il nome di Gian Piero Reverberi e fu intitolato con il nome del brano omonimo, reinciso per l'occasione insieme con La Serenissima, quasi a volere riconoscere una certa priorità, meritata del resto, del compositore. Nel libretto vennero inserite le tappe della prima tournée europea. La stessa cura nei dettagli fu dedicata anche alla copertina della versione internazionale intitolata Stagioni di Venezia e distribuita dalla BMG Ariola.
Il 10 gennaio 1993 furono nuovamente ospiti a Domenica in su Rai 1 insieme con Ornella Vanoni per la promozione del disco G. P. Reverberi - Rondò Veneziano esibendosi nel brano Stagioni di Venezia.
Nel 1994 Rondò veneziano venne scelto come sigla del programma d'informazione politica Speciale ore 23 di Bruno Vespa in onda su Rai 1.
Il 12 febbraio 1995 furono ospiti in collegamento da Venezia al Patrick Lindner Show in onda sulla ZDF. Il 12 luglio 1995 si esibirono al Parco Gambrinus di San Polo di Piave in occasione dell'appuntamento annuale con la musica di "Concerto In Parco" nell'unica esibizione ufficiale prevista nel 1995 per l'Italia.

### L'affermarsi del successo all'estero e il periodo Koch Records (1997-2000)
(Musica: Reverberi, ecco perché Rondò Veneziano non si esibisce in Italia, Adnkronos)
Verso la fine degli anni novanta un gruppo di giovani musicisti italiani, con il permesso ufficiale di utilizzare il nome dei Rondò Veneziano, si esibirono con gran successo all'Epcot Center di Disney World a Orlando.
L'8 novembre 1998 furono ospiti a Quelli che il calcio su Rai 2, tifando la squadra del Venezia.
Il 28 dicembre 1999 si esibirono al Traumschiff-Melodie: Eine musikalische Traumschiffreise e l'evento venne trasmesso dalla ZDF.

### Il periodo Baby Records International (2001-2002)
Il 6 aprile 2002 promossero l'edizione francese dell'album Papagena suonando Vénitienne e Palazzo Fortuny durante la trasmissione Les coups de cœur d'Alain Morisod. Nel 2002 ritorna Speciale TG1 lo storico rotocalco di Rai 1 con la sigla riarrangiata in chiave elettronica della storica Sinfonia per un addio, tratta dall'album La Serenissima.

### Il periodo Cleo Music AG (2005-2009)
A seguito del buon successo riscosso in Germania, il 16 gennaio 2005 furono ospiti del celebre castello di Neuschwanstein per il programma televisivo Das Sonntagskonzert; il 16 maggio al programma Liebesgrüße mit Marianne und Michael della ZDF, il 9 ottobre del medesimo anno presero parte al programma Die Herbstshow e il 24 novembre successivo furono invitati al programma Echt gut... trasmesso dalla SWR e il 24 dicembre dello stesso anno si esibirono alla ZDF nel Musik aus dem Weinachtsland. Il 5 ottobre 2009 il gruppo fece ritorno sulla scena italiana con un'esibizione al Kursaal di Merano in abiti da concerto, ovvero senza costumi e parrucche settecentesche ma reinterpretando una versione classica e acustica del repertorio già conosciuto nella versione crossover; questa nuova formazione venne chiamata Rondò Veneziano Chamber Orchestra e tutti i brani vennero arrangiati per essere eseguiti senza la sezione ritmica e l'oboe che, in certo qual modo, era stata la caratteristica forse più vincente dei Rondò Veneziano. La parte predominante fu affidata al pianoforte sia nei brani eseguiti da Gian Piero Reverberi della versione discografica sia in quelli che, creati al pianoforte, vennero poi trascritti per orchestra.

### Anni duemiladieci
Il 29 agosto 2010, durante il programma Da Da Da di Rai 1, puntata Vintage, riapparve uno dei primi video promozionali dei Rondò Veneziano per il brano omonimo del 1980.
Il 29 gennaio 2011 figurarono sulla RTS in un'edizione speciale del programma Les coups de cœur d'Alain Morisod intitolata Les grands moments..., il 7 luglio 2012 nella puntata E viva l'Italia... spécial Portofino suonando Papagena, il 20 luglio 2013 nella puntata Bienvenue en Gruyère e il 26 luglio 2014 nella puntata Spéciale Italie.
Il 4 agosto 2012 i Rondò Veneziano si esibirono nel Castello di Pillnitz durante il programma Großer Sommernachtsball trasmesso dalla MDR. Altri ospiti della serata furono Angelo Branduardi, il compositore di colonne sonore Günther Fischer, il tenore inglese Paul Potts, il controtenore brasiliano Edson Cordeiro e il soprano austriaco Eva Lind.
Il 18 marzo 2016 furono ospiti al programma Kein schöner Land: Venedig in onda sulla SR Fernsehen (ARD). Il 20 febbraio 2017 venne certificato il disco d'oro per l'album I grandi successi - Vol. 6 edito nel 2011 dalla Sony Music.
I brani Bettina e Rondò veneziano tratti dall'album The Best of Rondò Veneziano - Vol. 1 (1996) sono entrati nella iTunes Top 100 Pop Songs d'Israele dal 1º al 7 giugno 2020 rispettivamente alla 76ª e alla 78ª posizione. Rondò Veneziano Laudamus Jesus tratto dall'album Sinfonia di Natale (1995) è entrato alla 4ª posizione nella Radio Top 100 Classical Songs dell'Ungheria dal 27 aprile al 3 maggio 2020. Andante veneziano tratto dall'album Fantasia d'autunno - Fantasien zur Herbstzeit (1998) è entrato alla 93ª posizione nella Radio Top 100 Pop Songs del Messico dal 23 al 29 marzo 2020.

### Anni duemilaventi
Il programma Ritratti di Gabriele Formenti, trasmesso il 17 settembre 2021 su Radio Classica, dedica un'intera puntata di un'ora e mezza ai Rondò Veneziano. Il programma  MAXXI Classique di Max Dozolme, trasmesso il 25 febbraio 2022 su France Musique, dedica una puntata dal titolo Le Rondo Veneziano: un carnaval de reprise. Il 12 febbraio 2024 anche Radio Clásica della RTVE dedica una puntata dal titolo Rondo Veneziano, la Música de una leyenda.

## Stile e prassi esecutiva
È alquanto difficile collocare questo tipo di genere musicale nell'immenso panorama delle categorie contemporanee. Una definizione che più potrebbe calzare è di pop-classico anche se talvolta si tende a definirlo folk/pop o addirittura new age. Secondo Massimo Morini i Rondò Veneziano nella cultura popolare hanno «cambiato il modo di concepire la classica, fondendola al pop». Gian Piero Reverberi, in un'intervista al Corriere della Sera, definisce i Rondò Veneziano «un genere classico non impegnativo e, contemporaneamente, una musica leggera non superficiale. Avvicina i due mondi ed è apprezzato da un pubblico molto eterogeneo. Siamo seguiti, fatte le debite proporzioni stilistiche e compositive, con lo stesso spirito con il quale viene ascoltato il Concerto di Capodanno da Vienna: una musica per tutti». Sempre secondo Reverberi il gruppo non appartiene al genere rock progressivo italiano, il quale era già in declino nei primi anni ottanta.
Lo stesso compositore ricorda come Fabrizio De André «in un libro che lo riguardava, a proposito del mio progetto Rondò Veneziano, mi dava della "puttana". Io credo che Fabrizio non abbia mai ascoltato in vita sua un solo solco dei dischi del Rondò Veneziano; però si è sentito in dovere di esprimere quel giudizio, come a dire che lui era un artista capace di mandare in giro messaggi mentre io badavo solo ai soldi. Mi spiace. Credo che si sia fermato all'immagine del Rondò Veneziano, che è sicuramente un'immagine cheap.»

### Stile

I Rondò Veneziano con Gian Piero Reverberi a Venezia negli anni 1990

Il repertorio del gruppo è stato analizzato stilisticamente dalla musicologa Susanne Kübler Basile in occasione del convegno intitolato La produzione e il consumo della musica dell'età di Vivaldi negli ultimi cinquant'anni, tenutosi nella sede dell'Istituto Italiano Antonio Vivaldi Fondazione Giorgio Cini di Venezia dal 21 al 23 febbraio 1997.
A differenza del "classic rock" in voga nella seconda metà degli anni sessanta e fino agli inizi degli anni settanta, che si distingueva per le citazioni o le reinterpretazioni di composizioni classiche, la musica dei Rondò Veneziano si propone invece come originale.
La Kübler Basile, nel suo saggio Modelli stilistici vivaldiani nella musica leggera. Il fenomeno dei Rondò Veneziano, analizza per esempio la composizione Campielli, pubblicata nell'album Scaramucce del 1982. I riferimenti ai modelli stilistici barocchi sono evidenti sia nei motivi ritmici sia in quelli melodici: il suo modello ritmico binario si trova in Vivaldi nel primo movimento del concerto per flauto in re minore RV 107, nel terzo movimento del concerto in la minore RV 158 e nel terzo movimento del concerto per archi in mi minore RV 134. Per quanto riguarda Albinoni è possibile ricordare i primi movimenti del concerto a cinque, op. 9 n. 7 e del concerto a cinque, op. 9 n. 10.
Gli accenti forti sono molto marcati e vengono introdotte delle figure sincopate. A differenza di Vivaldi o di Albinoni la costruzione binaria di Campielli è perfettamente regolare: la simmetricità dei temi è uno dei tratti più caratteristici della musica dei Rondò Veneziano; un tale procedimento è corrispondente a un modello classico.
La combinazione di accenti regolari e di accenti sincopati, la costruzione binaria o addirittura periodica, l'assenza di pause sia nei temi sia nei punti di cesura e le melodie strutturate a base di triadi sono altri elementi ricorrenti nei temi composti dal Reverberi per esempio nei brani Rondò veneziano, Misteriosa Venezia e Campo dei mori.
Per quanto riguarda le strutture melodiche alcune composizioni si ricollegano direttamente alla musica vivaldiana. In un altro brano contenuto nell'album Scaramucce, e intitolato Arabesco, questi rapporti sono evidenti: qui il motivo iniziale richiama l'inizio del terzo concerto in sol maggiore RV 310 tratto da L'estro armonico, op. 3.
Lo sviluppo però è totalmente diverso che in Vivaldi in quanto la forma questa volta non è simmetrica e non si può parlare di una tipica struttura ritornello-episodio, ma di una struttura aperta: Arabesco armonicamente inizia in Sol maggiore e termina in Mi maggiore.
| A   | A1 | A2 | B | B | B1 | B2  | A | A3    | A/B | A4 | B | B1 | B | B1 | B1 | B4 |
| 18  | 8  | 8  | 8 | 8 | 4  | 4   | 8 | 4     | 6   | 6  | 8 | 4  | 8 | 8  | 4  | 7  |
| --- | -- | -- | - | - | -- | --- | - | ----- | --- | -- | - | -- | - | -- | -- | -- |
| Sol | mi | Mi |   |   |    | Sol |   | mi Do | La  | Mi |   |    |   |    |    |    |

Arabesco: le tonalità maggiori sono indicate in caratteri maiuscoli, quelle minori in caratteri minuscoli; i numeri sono le battute.
Nell'esempio della Kübler Basile la composizione è dominata dal tema A, mentre il tema B acquisisce importanza maggiore nel corso del suo svolgimento. Questa è un'altra caratteristica dei Rondò Veneziano: dopo un inizio incalzante il brano ha uno sviluppo sempre più sfumato, con il tipico effetto di musica da sottofondo.

### Citazioni
Numerose le citazioni musicali nelle composizioni di Gian Piero Reverberi: nel brano Calli segrete (1986) è citato l'arpeggio del brano Doctor Gradus ad Parnassum (1906-1908) di Claude Debussy; nel brano Seduzione (1988) il tema è simile al terzo movimento del Concerto per violino e basso continuo L'Estate (RV 315) di Antonio Vivaldi; nel brano La meta: il trionfo e nell'Ouverture Marco Polo le code hanno una citazione del finale del balletto L'uccello di fuoco (1910) di Igor' Fëdorovič Stravinskij; nel brano Ariete-Terra (1997) il tema principale, con i pizzicati degli archi, ricorda il terzo movimento della Sinfonia n. 4 (1877) di Pëtr Il'ič Čajkovskij; nel brano La Fenice (1999) il tema del pianoforte con gli arpeggi è tratto dal Preludio, Corale, Fuga (1884) di César Franck. Per quanto riguarda la musica leggera, Gian Piero Reverberi si autocita nell'arrangiamento orchestrale di Rever Venise (1990) utilizzando come modello la canzone Su di noi di Pupo (1980). Il brano Tiziano (1984) riprende un tema dall'ouverture della Semiramide di Gioachino Rossini (1823).

### Prassi esecutiva
A volte i temi del maestro Reverberi sono privi di un collegamento musicale, tuttavia risultano uniti dal metro rigido e regolare della batteria tipico della musica leggera. La dinamica a terrazze è alla base di molti brani dei Rondò Veneziano. Essa è resa, come nel XVIII secolo, attraverso la sola strumentazione: il "piano" facendo suonare pochi strumenti, il "forte" coincide con l'intera orchestra. Un esempio è l'incipit dell'arrangiamento con musiche vivaldiane dal titolo Estro armonico, tratto da The Genius of Vivaldi, Mozart, Beethoven, in cui la dinamica del "forte" è accentuata dalla batteria. Il suono degli archi dei Rondò Veneziano, pieno e intenso, risente delle prassi esecutive barocche tradizionali prima dell'apparizione delle orchestre con strumenti d'epoca: il modello è quello de I Solisti Veneti e de I Musici di Roma. Alla continuità sonora contribuisce anche la già menzionata assenza di pause nelle composizioni.

## L'organico dal vivo e in studio
L'organico dei Rondò Veneziano è tuttora formato da nove solisti: tre violini, una viola, un violoncello, un oboe, un flauto traverso, un basso elettrico e una batteria. È in questa formazione che il gruppo, suddiviso in sette donne e due uomini abbigliati di tutto punto con abiti del XVIII secolo, si esibisce come ospite nelle trasmissioni televisive sotto la direzione di Gian Piero Reverberi al pianoforte.
Durante le sessioni di studio di registrazione l'ensemble fu composto da un corno inglese, un flauto traverso, otto violini primi, otto violini secondi, sei viole, sei violoncelli, due contrabbassi, un basso elettrico e una batteria: a questi strumenti si aggiunsero la chitarra classica o elettrica, la tromba, il corno francese, i timpani, il clarinetto e il pianoforte in alcuni brani con solista. Alcune sonorità addizionali e i sintetizzatori furono programmati e mixati successivamente.
Una versione da camera senza ritmica fu denominata Rondò Veneziano Chamber Orchestra con un organico solitamente composto da quattro violini primi, tre violini secondi, tre viole, tre violoncelli, due contrabbassi, un corno francese e il pianoforte.
In svariate esibizioni dal vivo il gruppo è stato accompagnato da trenta orchestrali creando una sonorità sinfonica adatta per i teatri e gli auditorium. Per dodici anni l'orchestra accompagnatrice è stata il Gruppo Strumentale Veneto "Gian Francesco Malipiero" di Sebastiano Maria Vianello (primo violino).

### I musicisti
A causa della scarsa cura profusa nei libretti interni degli album prodotti dalla Baby Records vi è un'assenza totale di riferimenti ai musicisti accreditati fino al 1989.
Almeno fino al 1993 l'ensemble era formato da:
- Federica Delvajanna - violino
- Elena Picco - violino
- Stefania Gazzola - violino
- Anna Rollando - viola
- Silva Lenzi - violoncello
- Manuela Marziani - flauto traverso
- Paola Fundarò - oboe
- Elena Troncone - oboe
- Luca Scansani - basso elettrico
- Oscar Trabucchi - batteria

Altri musicisti accreditati:
- Antonella Eleonori - viola
- Alda Milesi[86] - violino
- Arianna Menesini[87] - violoncello
- Morena Mestieri - Flauto traverso
- Helga Ovale - violino
- Francesca Viscito - violino
- Monica Zampieri - violino
- Paola Buttafava - violino
- Lindita Hoxha - violino
- Alessandra Dalla Barba - violino
- Laura Sillitti - violino
- Ilaria Bruzzone - violino
- Elisa Parodi - flauto traverso
- Giacomo Caliolo[88] - basso elettrico (1980-1989)
- Tony Pomara[88] - batteria (1980-1989)

Musicisti accreditati e che hanno collaborato in studio:
- Jesús Eduardo Álvarez Herrera - chitarra classica (Concerto, Masquerade)
- Sergio Barlozzi - batteria, programmazione percussioni (da Marco Polo a La Piazza)
- Deborah Biondi - pianoforte solista (Honeymoon - Luna di miele)
- Willi Burger - armonica a bocca (Papagena)
- Paolo Cattaneo - tenore (Honeymoon - Luna di miele)
- Fabrizio Giudice - chitarra classica (Honeymoon - Luna di miele, Papagena, La Piazza, Concertissimo)
- Munchener Bach Choir - coro (La Piazza, Concertissimo)
- Ossi Schaller - chitarra elettrica (Stagioni di Venezia, Il mago di Venezia, La Piazza)
- Giuseppe Zuppone - autore, direttore d'orchestra (Marco Polo, Zodiaco - Sternzeichen, Honeymoon - Luna di miele)

## Discografia
Dal 1980 al 1988 i Rondò Veneziano sono stati pubblicati in Italia dalla Baby Records; dal 1989 al 1991 e dal 2001 al 2002 insieme con la Baby Records pubblica anche la Cleo Music AG di Galgenen; dal 1992 al 1995 vi fu la DDD - La Drogueria di Drugolo e dal 1997 al 2000 passano sotto contratto alla Koch.
Dal 1993 l'intero catalogo passò alla BMG Ariola che ripubblicò tutti gli album Baby Records per il mercato internazionale; questi possiedono scalette, copertine diverse e alcuni inediti. Inoltre La BMG Ariola pubblicò numerose compilation: a causa delle molte versioni uscite non è possibile tenere conto di tutte le combinazioni, ovvero più di duecento album, create dalle varie case discografiche successive alla Baby Records.
Il 20 dicembre 2008 furono annunciate, durante la trasmissione radiofonica Fegiz Files di Mario Luzzatto Fegiz in onda su Rai Radio 2, le ripubblicazioni di tre album della Koch e 25 - Live in Concert, disco fino ad allora venduto ai concerti e distribuiti dalla Deltadischi.
Nel corso degli anni alcuni album dei Rondò Veneziano sono stati trasmessi in versione completa o parziale su Rai Radio 4 Light e su Radio Vaticana nei programmi Con Voi nella Notte e Domenica in Musica.
Le musiche sono di Gian Piero Reverberi e di Laura Giordano, sostituita nel 1988 da Ivano Pavesi che si occupò di molti arrangiamenti. Altri coautori sono stati Dario Farina (Odissea Veneziana), Franco Fochesato (Luci e colori di Venezia) e Giuseppe Zuppone, in arte Brad Davis.
I brani sono editi dalla Televis Edizioni Musicali, l'attuale PolyGram Italia, Reverberi Edizioni Musicali, attuale La Chiocciola. Per la Germania e la Svizzera la Gini Musikverlag, Cleo Music AG, Chapulin Edizioni Musicali, Koch Edition e Abramo Allione Edizioni Musicali.

### Album ufficiali

#### Periodo Baby Records
- 1980 - Rondò veneziano
- 1981 - La Serenissima
- 1982 - Scaramucce
- 1983 - Venezia 2000
- 1984 - Odissea veneziana
- 1985 - Theme from Not Quite Jerusalem
- 1985 - Casanova
- 1986 - Rapsodia veneziana
- 1987 - Arabesque
- 1988 - Concerto
- 1989 - Masquerade
- 1990 - Barocco
- 1990 - The Genius of Vivaldi, Mozart, Beethoven
- 1991 - Prestige
- 1992 - Rondò 2000 - The Best of Rondò Veneziano

#### Periodo DDD - La Drogueria di Drugolo
- 1992 - G. P. Reverberi - Rondò Veneziano
- 1993 - L'antivirtuoso
- 1994 - Il mago di Venezia
- 1995 - Sinfonia di Natale

#### Periodo Koch
- 1997 - Marco Polo
- 1997 - Gian Piero Reverberi Conducts Rondò Veneziano - In concerto
- 1998 - Zodiaco - Sternzeichen
- 1999 - Attimi di magia - Magische Augenblicke
- 1999 - Honeymoon - Luna di miele
- 2000 - La storia del classico

#### Periodo Baby Records International-Cleo Music AG
- 2001 - Papagena
- 2002 - La Piazza

#### Periodo Cleo Music AG
- 2005 - 25 - Live in Concert
- 2009 - Rondò Veneziano Chamber Orchestra
- 2022 - Greatest Hits

### DVD
- 2005 - Live in Las Vegas (TV), regia di Tom Williams
- 2010 - Once Upon a Time - A Musical DVD Odissee, regia di Chris Flynn

### Compilation
- 1981 - Notturno in gondola (Baby Records)
- 1984 - Concerto futurissimo (Baby Records)
- 1992 - Venezia romantica - The Best of Rondò Veneziano (BMG Ariola)
- 1995 - Eine Nacht in Venedig (BMG Ariola)
- 1995 - I grandi successi - Vol. 1 (BMG Ariola)
- 1995 - Back2Back (BMG)
- 1996 - Preludio all'amore - All the Romantic Hits (BMG Ariola)
- 1996 - Seduzione (BMG Ariola)
- 1996 - The Best of Rondò Veneziano - Vol. 1 (BMG Ariola)
- 1996 - I grandi successi - Vol. 2 (BMG Ariola)
- 1997 - Fantasia classica (BMG Ariola)
- 1997 - Via dell'amore (BMG Ariola)
- 1997 - I grandi successi - Vol. 3 (BMG Ariola)
- 1997 - Die Großen Erfolge (BMG Ariola)
- 1998 - Fantasia d'autunno - Fantasien zur Herbstzeit (BMG Ariola)
- 1998 - Fantasia d'inverno - Fantasien zur Winterzeit (BMG Ariola)
- 1999 - Fantasia d'estate - Fantasien zur Sommerzeit (BMG Ariola)
- 1999 - Fantasia di primavera - Fantasien zur Frühlingszeit (BMG Ariola)
- 1999 - Protagonisti - Vol. 1 (BMG Ricordi)
- 2000 - Nur Das Beste (BMG Ariola)
- 2000 - Protagonisti - Vol. 2 (BMG Ricordi)
- 2000 - The Very Best of Rondò Veneziano (BMG Ariola)
- 2000 - I grandi successi originali (BMG Ricordi - Flashback)
- 2001 - The Magic of Christmas (BMG Ariola)
- 2003 - Frühlingszeit - Primavera (ZYX Music)
- 2004 - Nur Das Beste 2 (Sony Music)
- 2005 - Der Zauber Italiens (Sony Music)
- 2005 - Masterpieces (Sony Music)
- 2005 - Magische Momente - 25 Jähre (Sony Music)
- 2005 - Concerto d'amore (Sony Music)
- 2005 - I grandi successi - Vol. 4 (Sony Music)
- 2005 - Buon Natale (ZYX Music)
- 2006 - I grandi successi - Vol. 5 (Sony Music)
- 2006 - Superissimi (Sony Music)
- 2006 - Ein Romantisches Konzert (Sony Music)
- 2007 - Gold Stücke (Sony Music)
- 2009 - Collections (RCA)
- 2011 - I grandi successi - Vol. 6 (Sony Music)
- 2011 - Concerto Grosso mit Rondò Veneziano - Romanza (Sony Music)
- 2012 - Best of 3 CD (Sony Music)
- 2013 - Un'ora con... Rondò Veneziano (RCA Records)

### Cover
- 1990 DNA, La Serenissima Versione House (La Serenissima)
- 1996 Zhi-Vago, Celebrate The Love (La Serenissima)
- 2001 Junior Falcone, 1977 Versione Cantata (Colombina)
- 1999 Brad Davis, La Serenissima Versione Hip Hop dal CD Listen To The Music, Please (La Serenissima)
- 2000 Vincenzo Spampinato, Aspittamu u vientu (Toro-Terra)
- 2002 Exawatt, Odissea veneziana (Odissea veneziana)
- 2004 Tommy Vee, Stay (La Serenissima)
- 2004 Tommy Vee ft. T&F e Moltosugo vs Rondò Veneziano, La Serenissima (La Serenissima)
- 2010 Mastercastle, La Serenissima (La Serenissima)

### Cover artwork

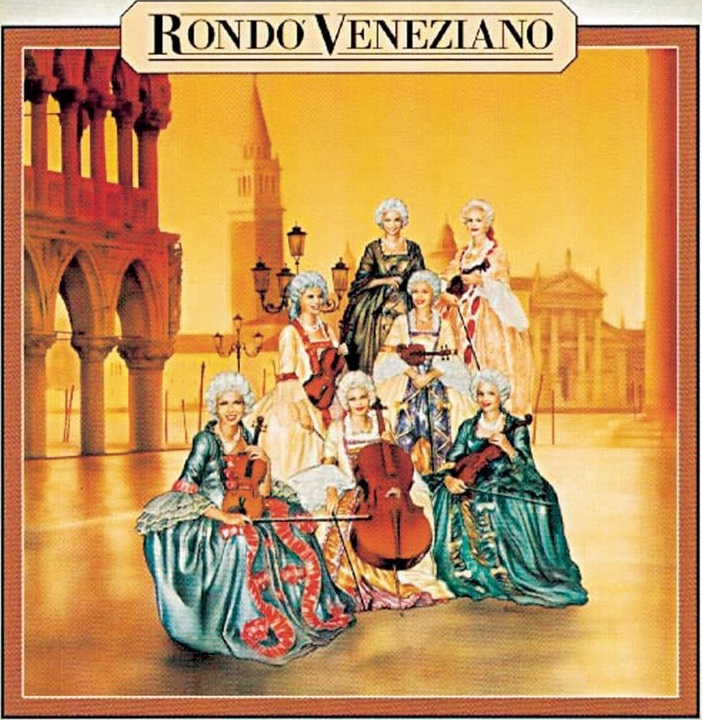
Marchio dei Rondò Veneziano degli anni 1990 creato da Victor Togliani per numerose copertine della BMG Ariola

#### Loghi
I primi album non hanno loghi caratterizzanti e sono stati con il tempo accantonati. Il logo ufficiale del gruppo è stato creato nel 1984 da Erminia Munari ed Enzo Mombrini, grafici della Baby Records, per l'album Odissea veneziana.
Dal 1992, per motivi di copyright, gli album pubblicati dalla DDD - La Drogueria di Drugolo (Rondò Veneziano - G. P. Reverberi e Il mago di Venezia) hanno un logo differente progettato dall'agenzia Anastasia di Flora Sala.
Nel 1993, a seguito del passaggio dell'intero catalogo alla BMG Ariola, tornò il logo ufficiale del 1984 anche nelle compilation. Questo accadde anche per gli album pubblicati nel 2001 e nel 2002.
Dal 1997 al 2000, durante il periodo Koch International, venne creato dai grafici un nuovo logo sulla base del precedente.

#### Copertine
Il disegnatore scelto per il primo album fu Victor Togliani, già illustratore per la De Agostini, la Ricordi, la Mondadori e la Peruzzo Editore. Egli collaborerà, sempre per la Baby Records, come scenografo alla creazione dei videoclip a cartoon per i singoli Odissea veneziana e Casanova con la sceneggiatura e regia di Guido Manuli.
Gian Piero Reverberi sin dall'inizio cercò una copertina che non desse l'impressione di un consueto disco di musica classica ma, sulla falsariga de I Solisti Veneti, che lasciasse al consumatore della curiosità sul prodotto. Victor Togliani sviluppò pochissimi bozzetti e provini; Freddy Naggiar, discografico della Baby Records, scelse l'illustrazione raffigurante "due musicisti del Settecento che volano sulla plancia di un'astronave". Questa idea divenne quindi il tema centrale sviluppato anche per tutte le altre copertine successive.
Anche se Victor Togliani partecipò, rispetto a tutta la produzione solo all'inizio del progetto e dagli anni novanta in poi, le copertine successive non furono quasi mai di semplice concezione: quasi tutti i dischi degli anni ottanta sono stati disegnati dal fumettista britannico Angus McKie e dalla coppia Enzo Mombrini-Erminia Munari insieme con Marina Romagnoli. La Baby Records quando scelse i suoi partner discografici europei fece in modo che gli album e le copertine fossero diversi per paura che questi subentrassero nel mercato italiano o sfruttassero la relativa pubblicità.

### Produttori e ingegneri del suono
La produzione degli album è quasi sempre stata affidata a Gian Piero Reverberi, alla Cleo Music AG di Galgenen e alla P.E.M. GmbH di Vienna.
Per la realizzazione in studio, i primi album hanno avuto come ingegnere del suono Harry Thumann, a eccezione di La Serenissima con Plinio Chiesa, ex ingegnere della Fonit Cetra e Klaus Strazicky come assistente: quest'ultimo poi assunse la funzione che fu inizialmente di Harry Thumann.
Il passaggio alla Koch Records segnò la partecipazione ai banchi di regia di altri collaboratori, nonché di studi di registrazione anche italiani: per diversi anni si è inciso e missato al Country Lane Studio e all'Arco Studio di Monaco di Baviera. Per l'Italia lo Studio Mulinetti, il DG Studio di Franco Fochesato e altri ancora.

## Certificazioni e riconoscimenti
| Dischi d'oro - Italia - 1990: per l'album Masquerade - 1991: per l'album Concerto - 2017: per l'album I grandi successi - Vol. 6 - Austria - 1985: per l'album Odissea veneziana - 1990: per l'album Fantasia veneziana - 1990: per l'album Misteriosa Venezia - 1990: per l'album Venezia 2000 - 1991: per l'album Poesia di Venezia - Francia - 1980: per l'album Rondò veneziano - 1983: per l'album Venezia 2000 - 1984: per l'album Concerto futurissimo - 1985: per l'album Odissea veneziana - 1986: per l'album Fantasia veneziana - Germania - 1984: per l'album Concerto futurissimo - 1984: per l'album Odissea veneziana - 1985: per l'album Venezia 2000 - 1986: per l'album Odissea veneziana - 1987: per l'album Fantasia veneziana - 1987: per l'album Misteriosa Venezia - 1988: per l'album Poesia di Venezia - 1990: per l'album Visioni di Venezia - 1991: per l'album Musica... fantasia - Regno Unito - 1983: per l'album Venezia 2000 - 1988: per l'album Venice in Peril - Svizzera - 1991: per l'album The Genius of Mozart - 1992: per l'album Rondò 2000 - The Best of Rondò Veneziano - 1992: per l'album The Genius of Mozart | Dischi di platino - Italia - 1980: per l'album Rondò veneziano - 1984: per l'album Concerto futurissimo - 1984: per l'album Odissea veneziana - 1985: per l'album Casanova - 1986: per l'album Rapsodia veneziana - Germania - 1988: per l'album Misteriosa Venezia - Svizzera - 1989: per l'album Concerto - 1989: per l'album La Serenissima - 1989: per l'album Odissea veneziana - 1989: per l'album Masquerade - 1991: per l'album Prestige - 1998: per l'album Arabesque - 1998: per l'album Concerto Doppi dischi di platino - Italia - 1982: per l'album Scaramucce - 1983: per l'album Venezia 2000 - Svizzera - 1982: per l'album Scaramucce - 1986: per l'album Fantasia veneziana - 1990: per l'album Arabesque - 1991: per l'album Concerto - 1998: per l'album Venezia 2000 |  |

## Spartiti
- 1980 - Rondò Veneziano, Televis, Milano
- 1981 - La Serenissima (vol. 2), Televis, Milano
- 1982 - Scaramucce (vol. 3), Televis, Milano
- 1984 - Odissea veneziana (vol. 4), Televis, Milano[104]
- 1985 - Casanova (vol. 5), Televis, Milano[105]
- 1986 - Rapsodia veneziana (vol. 6), Televis, Milano
- 1987 - Arabesque (vol. 7), Televis, Milano
- 1988 - Concerto (vol. 8), Televis, Milano
- 1989 - Masquerade (vol. 9), Televis, Milano[106]
- 1991 - Rondò Veneziano (vol. 1), PolyGram Italia (antologia)
- 1991 - Rondo Veneziano (vol. 2), PolyGram Italia (antologia)
- 1992 - G. P. Reverberi - Rondò Veneziano (vol. 11), BMG Ricordi, Milano
- 1995 - Sinfonia di Natale - Il mago di Venezia (vol. 12), BMG Ricordi, Milano (antologia dai due album)
- 1996 - The Best of Rondò Veneziano, Nuova Carisch, Milano, ISBN 88-7207-422-3 (antologia).

## Tournée

Tour dei Rondò Veneziano 2002/2003 (Monaco di Baviera, Gasteig, 2 marzo 2003)

I Rondò Veneziano e Gian Piero Reverberi si sono esibiti in Austria, Belgio, Cina, Federazione Russa, Francia, Germania, Italia, Lettonia, Lussemburgo, Principato di Monaco, Stati Uniti d'America e Svizzera.
I primi concerti risalgono agli anni novanta e si sono tenuti nella Scuola Grande di San Teodoro presso Rialto a Venezia, con una platea in grado di ospitare 160 posti a sedere.
Nel 1991 Gian Piero Reverberi ha diretto la Munich International Orchestra in una tournée di trentacinque concerti in Germania, Austria e Svizzera: per questa circostanza ha ritoccato e congiunto singole composizioni, scritte originariamente per la sua piccola orchestra, sino a ottenere alcune suites adatte a un'orchestra sinfonica composta da sessanta persone.
A Milano si tenne la prima tappa ufficiale del tour tenutasi il 28 aprile 1993 al Teatro Smeraldo (con repliche in Germania, Monaco e Francia). Il gruppo base fu sostenuto dall'Orchestra Sinfonica della Radio di Berlino con un organico di 47 musicisti così suddivisi: sedici violini, cinque viole, cinque violoncelli, tre contrabassi, due flauti traversi, due oboe, due clarinetti, due fagotti, due corni francesi, due trombe, tre percussioni, tre tastiere.
Nel tour 2001-2002 viene presentata al pubblico, per la prima volta, Risveglio ultima composizione dell'ensemble che verrà registrata nell'album 25 - Live in Concert del 2009.

## Influenze artistiche
Durante il corso degli anni molti gruppi hanno tratto ispirazione dalla musica dei Rondò Veneziano. Si citano in particolare i The Winstons, i Baustelle e i Justice. Secondo quanto riportato dal compositore e produttore Dardust su Billboard Italia il singolo Casanova è stato "l’unico brano che ho sentito per un'estate intera con il walkman e le cuffie mentre giravo per i boschi marchigiani durante la mia infanzia. La musica strumentale è entrata nella mia vita con Rondò Veneziano. Senza ombra di dubbio".

## Parodie e citazioni
I Rondò Veneziano hanno avuto numerose parodie televisive e musicali:
- Nell'album Scoraggiando (1982) degli Squallor sono citati sia nel testo della canzone Raffreddore nero sia in Mortò veneziano.
- Parodia di Lillo & Greg nel programma Cocktail d'amore.
- Nel 2008, Elio e le Storie Tese si presentano sul palco dell'ultima serata del Festival di Sanremo vestiti da Rondò Veneziano, cantando "Largo al Factotum" di Gioacchino Rossini.
- Parodia di Gene Gnocchi nel programma L'almanacco del Gene Gnocco su Rai 3.[112]
- Parodia di Marcello Cesena nella prima puntata di Quelli che il calcio su Rai 2, con una versione ironica e caricaturale chiamata Londò Veneziano, composta da musicanti spiccatamente cinesi.